# 上海骄傲电影节
上海骄傲电影节是在中国上海市举办的一年一度的LGBT电影节，於每年6月舉行。它于2015年首度舉辦。上海驕傲電影節期間會舉辦免費電影放映、研讨会、问答和小组讨论等活動。